# Federazione pallavolistica della Libia
La Federazione libica di pallavolo (eng. Libyan Volleyball Federation, LVF) è un'organizzazione fondata per governare la pratica della pallavolo in Libia.
Organizza il campionato maschile e femminile, e pone sotto la propria egida la nazionale maschile e femminile.
Ha aderito alla FIVB nel 1968.